# 汪布顶乡 (江达县)
汪布顶乡（藏語：དབོན་པོ་སྟོད་），是中华人民共和国西藏自治区昌都市江达县下辖的一个乡镇级行政单位。

## 行政区划
汪布顶乡下辖以下地区：
查格村、卡松多村、汪布顶村、然灯村、来马村和卓格村。